# طبیعی (ترانه سلنا گومز و سین)
«طبیعی» (انگلیسی: Naturally) ترانه‌ای است که توسط گروه آمریکایی سلنا گومز و سین ساخته شده و از اولین آلبوم استودیویی گروه ببوس و بگو (۲۰۰۹) گرفته شده‌است. این ترانه توسط هالیوود رکوردز به عنوان دومین تک‌آهنگ آلبوم در ایالات متحده منتشر شد. این ترانه را آنتونیا آرماتو و تیم جیمز تهیه کرده‌اند. «طبیعی» یک ترانه دنس پاپ است که بر الکتروپاپ تکیه دارد. اشعار ترانه دربارهٔ رابطه‌ای است که در آن احساسات اجباری نیست و حول موضوع شادی می‌چرخد. این ترانه همچنین در نسخه استاندار بین‌المللی آلبوم دوم گروه سالی بدون باران قرار گرفت.
«طبیعی» نقدهای مثبتی دریافت کرد و منتقدان از تولید الکترونیکی و حس باشگاهی آن تمجید کردند. این ترانه در بریتانیا، اسلواکی، مجارستان و ایرلند در جایگاه ده رتبهٔ برتر قرار گرفت و در چندین کشور دیگر در بین بیست ترانه برتر جای گرفت. در ایالات متحده، این ترانه به رتبهٔ بیست‌ونهم بیلبوردهات ۱۰۰، رتبهٔ دوازدهم جدول ترانه‌های پاپ و جایگاه نخست جدول هات دنس کلاب رسید. «طبیعی» ۴بار گواهی‌نامه پلاتین در ایالات متحده توسط انجمن صنعت ضبط موسیقی ایالات متحده آمریکا، گواهی‌نامه پلاتین در کانادا توسط انجمن صنعت ضبط کانادا و گواهی‌نامه نقره در بریتانیا توسط صنعت ضبط صدای بریتانیا دریافت کرده‌است. بیل لمب این ترانه را در جایگاه هشت‌وچهارم لیست «۱۰۰ آهنگ برتر پاپ ۲۰۱۰» قرار داد.
موزیک ویدئو در ۱۴ نوامبر ۲۰۰۹ توسط کریس دولی کارگردانی شد و در ۱۱ دسامبر ۲۰۰۹ در شبکه دیزنی به نمایش درآمد. دو نسخه ویدئویی جایگزین برای ریمیکس رالفی روزاریو و ریمیکس دیو آئوده منتشر شد. ویدئو گومز را با لباس‌ها و سبک‌های مختلف به تصویر می‌کشید که در پس‌زمینه‌های سیاه، قرمز و صورتی ظاهر می‌شود. کریس رایان از ام‌تی‌وی نیوز گومز را «ملکه رقصنده» توصیف کرد و گفت: «او در طول ویدئو باحال و بااعتمادبه‌نفس به نظر می‌رسد.»